# FUDforum
FUDforum представляет собой бесплатный интернет-форум с открытым исходным кодом, разрабатываемым Advanced Internet Designs Inc. Название «FUDforum» является сокращением «Fast Uncompromising Discussion forum» (Быстрый бескомпромиссный дискуссионный форум). FUDforum является форумом с широкими возможностями индивидуальной настройки и богатым набором особенностей, выделяющих его по сравнению с другими форумами.
FUDforum может работать во многих операционных системах, которые поддерживают PHP, включая Unix, Linux и Windows. Для хранения данных FUDforum может использовать MySQL, PostgreSQL, MS SQL, IBM DB2, PostgreSQL, Firebird или SQLite. Интерфейс форума основан на XHTML с CSS, jQuery и AJAX, что обеспечивает
гибкий пользовательский интерфейс.
Исходный код выпущен под лицензией GNU General Public License (версия 2) и любые интернет сайты могут использовать его бесплатно. Имеет локализацию более чем для 50 языков.

## История
Начало разработке FUDforum положил Илья Альшанетский (Ilia Alshanetsky), эксперт в области безопасности и один из ведущих разработчиков языка PHP. За последние годы было выпущено несколько стабильных версий, в том числе:
- 2001: Несколько версий предварительных релизов и первого релиза, начиная с октября.
- 2002: v1.1.0 (28.01), v1.1.1 (1.02), v1.1.2 (19.02), v1.2.1 (23.02), v1.2.2 (6.03), v1.2.3 (18.03), v1.2.4 (28.03), v1.2.7 (18.04), v1.2.8 (3.05), v2.0.0 (7.05), v2.0.1 (7.06), v2.0.2 (13.06), v2.1.0 (18.06), v2.1.1 (21.06), v2.1.2 (27.06), v2.1.3 (1.07), v2.2.0 (4.07), v2.2.1 (8.07), v2.2.2 (12.07), v2.2.3 (13.07), v2.2.5 (6.08), v2.3.0 (25.08),  v2.3.1 (10.10), v2.3.2 (30.09), v2.3.4 (27.10), v2.3.5 (11.01).
- 2003: v2.3.6 (6.01), v2.3.7 (23.01), v2.3.8 (6.03), v2.5.0 (26.06), v2.5.1 (30.07), v2.5.2 (31.07).
- 2004: v2.6.0 (4.01), v2.6.1 (17.03), v2.6.2 (14.04), v2.6.3 (17.05), v2.6.4 (8.06), v2.6.5 (30.08), v2.6.6 (31.08), v2.6.7 (18.10), v2.6.8 (15.11), v2.6.9 (14.12).
- 2005: v2.6.10 (16.02),v2.6.11 (18.02), v2.6.12 (23.03), v2.6.13 (24.05), v2.6.14 (11.07), v2.6.15 (11.07), v2.7.0 (23.08), v2.7.1 (23.08), v2.7.2 (29.08), v2.7.3 (27.10).
- 2006: v2.7.4 (1.02), v2.7.5 (9.06), v2.7.6 (19.09).
- 2007: v2.7.7 (1.10).
- 2009: v2.8.0 (22.02), v2.8.1 (21.05), v3.0.0 (1.11).
- 2010: v3.0.1 (13.04), v3.0.2 (20.11).
- 2011: v3.0.3 (09.09).

## Требования
Для работы FUDforum необходимо, чтобы было установлено следующее программное обеспечение:
- Веб-сервер, поддерживающий PHP, например Apache или Internet Information Services компании Microsoft;
- PHP версии 4 (4.3.0 и выше) или 5;
- Система управления базами данных, при этом поддерживаются MySQL 4 или 5, MS SQL, IBM DB2, PostgreSQL, Firebird и SQLite. SQLite поддерживается через драйвер расширения PHP PDO.

## Особенности
Наиболее важными особенностями FUDforum являются:
- Поддержка программным обеспечением неограниченного числа участников, форумов, сообщений, тем и вложений.
- Возможность загрузки сообщений из групп USENET и E-mail листов рассылки новостей с обратной синхронизацией ответов в форуме с этими группами и листами рассылки.
- Настраиваемая система тем оформления, основанная на шаблонах.
- Переведен на многие языки, включая русский.
- Формирование URL сообщений в дружественном для интернет поисковых систем виде.
- Защита от флуда и спама с помощью Captcha.
- Поддержка чёрных списков пользователей и блокировка IP.
- Сообщения могут сохраняться в базе данных или в виде файлов для увеличения производительности.
- Темы могут изображаться списком или в виде дерева.
- Поддержка пользовательских аватаров.
- Система личных сообщений.
- Создание опросов.
- Встроенная поисковая система.
- Создание RSS каналов.
- Редакторы сообщений и «быстрого ответа», которые поддерживают BBCode, HTML, обычный текст и смайлики.
- Панели управления пользователя, модератора и администратора.
- Система управления правами пользователей и групп пользователей.
- Система поддержки плагинов, которая может использоваться для расширения возможностей форума.
- Для ознакомления с возможностями форума существует локальная компактная версия FUDForum2GO для Microsoft Windows, которая может работать с USB носителя или любого раздела на жестком диске без доступа в интернет.

## Интеграция
Интеграции FUDforum с Mediawiki обеспечивается специальным расширением. Есть модуль для интеграции Drupal. FUDforum может также интегрироваться с системами DokuWiki и eGroupWare (кроме eGroupware версии 1.6).
Интеграция с программным обеспечением сторонних разработчиков может быть реализована благодаря специальному интерфейсу программирования приложений, называемому FUDAPI.

## Конвертация
Разработчики предоставляют ряд скриптов, которые обеспечивают конвертацию других форумов и WebBBS в FUDforum:
- IkonBoard;
- Invision Power Board 1.1.X/1.3.X;
- OpenBB;
- Phorum;
- phpBB2;
- punBB;
- Sporum;
- UBB threads 6.1;
- VBulletin 2;
- WoltLab Bulletin Board;
- WWWBoard;
- XMB 1.8+;
- Yabb and Yabb DC[6].

## Безопасность и уязвимость
В текущей версии FUDforum нет известных уязвимостей.